# Michel Lajoye
 (septembre 2019).
Si vous disposez d'ouvrages ou d'articles de référence ou si vous connaissez des sites web de qualité traitant du thème abordé ici, merci de compléter l'article en donnant les références utiles à sa vérifiabilité et en les liant à la section « Notes et références ».
« Lajoye » redirige ici. Pour les articles homophones, voir La Joie et Lajoie.
Michel Lajoye, né le 19 avril 1967 au Dézert (Manche), est un militant français d'extrême droite emprisonné pour un attentat à la bombe dans un café arabe du Petit-Quevilly commis en 1987.

## Parcours personnel
Né dans une famille d'ouvriers agricoles, Michel Lajoye adhère au Front national au début des années 1980 alors qu’il est encore lycéen, mais le quitte rapidement, estimant que ce parti n'est pas assez radical. En 1984, il rejoint L'Œuvre française puis, l'année suivante, s’engage dans l’armée. Il devient brigadier-chef, ce qui lui donne accès aux stocks d’armes de sa base.
Il est recruté fin mars 1986 par la Direction de la protection et de la sécurité de la défense (DPSD) qui le charge d'infiltrer différents groupuscules d'extrême droite, puis les GAL, une organisation espagnole anti-ETA, mais il refuse l’opération et déserte.

## Affaires judiciaires et condamnations
Arrêté en janvier 1987 en possession d'armes, il est condamné en août à deux ans de prison dont un avec sursis.
Après sa libération, Lajoye est contacté par un ancien membre de l'Œuvre française, Christophe Arcini, fonctionnaire de l'État chargé d'opérations de déminage. Celui-ci le persuade de mener une série d'actions racistes en Normandie. Quelque temps après, une bombe déposée par Michel Lajoye explose dans un café arabe du Petit-Quevilly, le 30 novembre 1987, sans faire de blessés. Lajoye et Arcini sont arrêtés au Havre, le 10 décembre. Lors du procès qui suit, Michel Lajoye explique que l'objectif de l'attentat était de monter les communautés arabes et juives l'une contre l'autre. Les seuls regrets exprimés par Lajoye ont été que sa bombe n'ait pas tué.
Michel Lajoye a été condamné à la réclusion criminelle à perpétuité assortie d'une période de sûreté de 18 ans. Une telle condamnation pour un acte n'ayant fait que des dégâts matériels a été considérée par certains comme particulièrement sévère et a entraîné des protestations de divers milieux politiques.
En 2002, Michel Lajoye a publié son autobiographie, 20 ans : condamné à la prison à vie, aux éditions Dualpha. Elle est préfacée par Philippe Alméras, suivie d'une lettre d'Ilich Ramírez Sánchez, dit Carlos, et postfacée par le militant nationaliste révolutionnaire Christian Bouchet. Michel Lajoye y relate comment l'attentat qu'il a commis entrait dans un plan général de provocation et comment Arcini travaillait, selon lui, pour les services de l'État, et qu'il a lui-même échappé, lors de son arrestation, à la mort qui l'aurait réduit au silence, à cause d'une rivalité entre les services de police et de gendarmerie.
Il est sorti de prison le 26 novembre 2007.

## Dans la culture populaire
L'affaire judiciaire de Michel Lajoye semble avoir directement inspiré Roger Martin pour la rédaction de son roman Le G.AL., l'égout, publié en 1996 dans la collection de polars Le Poulpe. Le personnage principal est Gabriel Lecouvreur, alias Le Poulpe, un détective privé anarchiste-libertaire.